# Chiesa di San Valentino (Marsciano)
La chiesa di San Valentino è la parrocchiale patronale di San Valentino della Collina, frazione di Marsciano in provincia di Perugia. Il luogo di culto fa parte dell'arcidiocesi di Perugia-Città della Pieve e risale al XII secolo.

## Storia

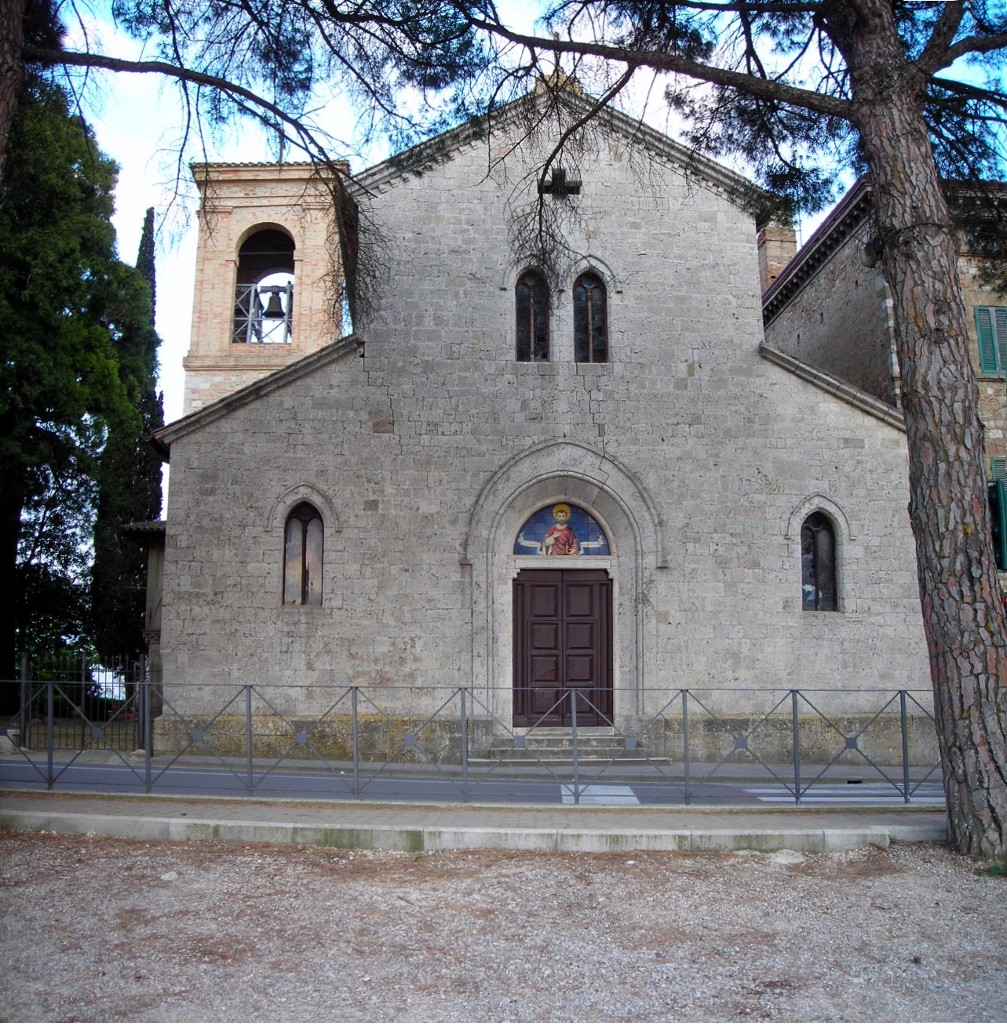
Chiesa di San valentino con torre campanaria in un'immagine del 2008, prima del terremoto del 2016

La chiesa parrocchiale di San Valentino della Collina risale al XII secolo ma una citazione del monastero di Filonce (antico toponimo locale) si trova anche nel diploma imperiale concesso da Enrico III il Nero risalente al 1047. Durante il terremoto del 2016 che ha colpito il territorio l'edificio ha subito ulteriori danni ma era già inagibile da prima dell'evento.
In tempi recenti le antiche campane in bronzo, conservate nel cortile della parrocchia, sono state oggetto di furto e in seguito ritrovate.

## Descrizione
La chiesa ha la facciata a salienti con portale archiacuto che comprende la finestra a lunetta affrescata e sormontato, in asse, da una coppia di finestre strette affiancate. Altre due finestre di dimensioni leggermente maggiori si trovano ai lati del portale, in corrispondenza della navate laterali interne. La torre campanaria si alza in posizione arretrata sulla sinistra e la sua cella si apre con quattro grandi finestre a monofora.